# 종교 암흑시대
암흑 시대(라틴어: Saeculum obscurum, 영어: Dark Ages)는 전체  기독교 역사에서 서유럽과 북유럽을 관할하던 서방교회의 10세기 초반을 가리키며 붙인 명칭이다. 904년 교황 세르지오 3세를 시작으로 해서, 964년 교황 요한 12세가 선종할 때까지 60여 년 간 지속되었다. 이 시기의 교황들은 그들과 인척 관계이자 부패한 귀족 가문인 투스쿨룸 백작 가문의 강력한 영향권 아래에 놓여 있었다.

## 같이 보기
- 창부정치